# محمدعلی سپانلو
محمّدعلی سپانلو، مشهور به شاعرِ تهران، (۲۹ آبان ۱۳۱۹ – ۲۱ اردیبهشت ۱۳۹۴) شاعر، روزنامه‌نگار، منتقد ادبی، مترجم و آنتولوژیستِ ایرانی بود.
وی در کنار برگردان آثار ادبی، مجموعه‌های شعری از جمله رگبارها، پیاده‌روها، نبض وطنم را می‌گیرم، تبعید در وطن، ساعت امید، فیروزه در غبار، پاییز در بزرگراه، و قایق‌سواری در تهران را در کارنامه‌ی خود دارد. سپانلو آثاری از نویسنده‌های مطرح دنیا مثل آلبر کامو و ژان پل سارتر را نیز ترجمه کرده‌است. او دانش‌آموخته‌ی دانشکده‌ی حقوق دانشگاه تهران و از نخستین اعضای کانون نویسندگان ایران بود.

نشسته از چپ (ردیف اول): سیمین بهبهانی، مهدی اخوان ثالث، ابوالحسن نجفی، محمدعلی سپانلو و شهرزاد سپانلو؛ ایستاده: اسماعیل نوری‌علاء؛ نشسته از چپ (ردیف دوم): نعمت آزرم، حسن پستا، محمود مشرف آزاد تهرانی، ۱۳۵۹

## زندگی

### کودکی
محمدعلی سپانلو روز چهارشنبه ۲۹ آبان ۱۳۱۹ در شهر تهران خیابان ری به دنیا آمد. پدرش کارمند بانک ملی بود. محمد علی با داستان‌ها و شعرهایی که پدر از شاهنامه و سعدی و نظامی می‌گفت، بزرگ شد. او در سال ۱۳۲۶ به دبستان کسایی رفت و سپس به خاطر جابجایی خانه‌شان تحصیلات را در دبستان ادب و سپس در دبستان نراقی پیگیری کرد. در دبستان ادب با احمدرضا احمدی هم‌شاگردی بود. محمدعلی سپانلو به واسطه آموزش‌های پدر، خط خوبی داشت و شیفته کلاس انشا بود.

### نوجوانی
سپانلو در مهر ۱۳۳۲ وارد دبیرستان رازی واقع در خیابان فرهنگ شد. زبان خارجه‌ای که در این دبیرستان تدریس می‌شد، فرانسوی بود و پدر محمدعلی به علت تمایل شخصی به زبان فرانسوی این مدرسه را برای او انتخاب کرد بود. حضور در این دبیرستان و معاشرت با افرادی از کلاس‌های بالاتر و هم‌چنین فعالیت‌های فوق برنامه مانند تهیه روزنامه‌دیواری یا پیشاهنگی سبب شد با دنیای جدیدی آشنا شود و همان‌جا بود که کم‌کم تبدیل به یک کتابخوان حرفه‌ای شد.
در سال ۱۳۳۵ در مسابقه‌ای که در رشته ادبیات بین تمام مدارس کشور برگزار شد مقام اول را کسب کرد و از دست محمدرضا پهلوی یک دیوان حافظ به عنوان جایزه دریافت کرد. پس از کلاس دهم به مدرسه دارالفنون رفت. دبیرستانی که در آن زمان افرادی چون داریوش آشوری، بهرام بیضایی، احمدرضا احمدی، نادر ابراهیمی و عباس پهلوان در کلاس‌های مختلف مشغول درس خواندن بودند. در همان سال‌ها بود که در مسابقه داستان‌نویسی مجله سخن شرکت کرد و داستانش به نام دشت پندار در آن مجله چاپ شد.
هنوز در دارالفنون مشغول تحصیل بود که داستانی تاریخی به نام نیزه پارسی را تحت تأثیر پاورقی‌های مستعان و مسرور نوشت و با هزینه شخصی چاپ و منتشر کرد که توفیقی کسب نکرد. سپانلو هیچ‌گاه این کتاب را در کارنامه و کتاب‌های رسمی خویش ثبت نکرد.

### دانشگاه
محمدعلی سپانلو در سال ۱۳۳۸ دیپلمش را از دارالفنون گرفت و همان سال در کنکور شرکت و در دو رشته حقوق و ادبیات قبول شد ولی در نهایت رشته حقوق دانشگاه تهران را انتخاب کرد.
با ورود به دانشگاه علی‌رغم این‌که به هیچ‌یک از احزاب و گروه‌های سیاسی نپیوست، ولی در متن جریان‌های سیاسی و جنبش دانشجویی آن زمان قرار داشت و در تحصن‌ها و راهپیمایی‌ها شرکت می‌کرد و در برخی از مراسم شعر می‌خواند. در آن سال‌ها سپانلو مطالبی برای مجله اطلاعات جوانان می‌نوشت و هم‌چنین کتابی را به نام پچپچه‌ای در ظلمت را از فرانسه به فارسی ترجمه کرد که به صورت پاورقی در روزنامه چاپ شد.

### گروه ادبی طرفه
سپانلو در سال ۱۳۴۳ به همراه نادر ابراهیمی، اسماعیل نوری علاء، مهرداد صمدی، احمدرضا احمدی، بهرام بیضایی، اکبر رادی، جعفر کوش‌آبادی، مریم جزایری و جمیله دبیری گروه طرفه را با هدف چاپ و انتشار کارهاشان بنیان نهادند. انتشار دو شماره جُنگِ طُرفه و تعدادی کتابِ شعر و داستان از کارهای این گروه‌است.

### سربازی
سپانلو پس از فارغ‌التحصیلی از دانشگاه تهران در دی‌ماه ۱۳۴۲ به خدمت سربازی رفت. در ابتدا چند ماهی را در تهران و در پادگان سلطنت آباد گذراند و سپس به انتخاب خود به در فروردین ۱۳۴۳ به مرکز توپخانه اصفهان اعزام شد. در اصفهان با هسته اصلی جُنگِ اصفهان یعنی محمد حقوقی، هوشنگ گلشیری، ابوالحسن نجفی و احمد میرعلایی آشنا شد و در محافلشان شرکت کرد و شعرهایش را خواند. در همان زمان بود که اولین کتاب شعرش به نام آه… بیابان چاپ و منتشر شد.
پس از آن سپانلو برای انجام مدت باقی‌مانده سربازی به گرگان اعزام شد و تا خرداد ۱۳۴۴ و اتمام دوره سربازی، در دادرسی ارتش مشغول به خدمت بود.

### کار در رادیو
پس از بازگشت به تهران با سفارش مهرداد صمدی در رادیو به صورت روزمزد مشغول به کار شد، در آنجا وظیفه‌اش ترجمه خبر است. در همان زمان در مجله فردوسی هم نقد و مطلب مشغول به نوشتن نقد شد. از مطالب به‌یادماندنی زمان همکاری سپانلو با مجله فردوسی می‌توان به مصاحبه‌اش با آگاتا کریستی اشاره کرد که در پی سفر این نویسنده ادبیات کارآگاهی و جنایی به تهران انجام شد. این مصاحبه مجدداً در کتاب بن‌بست‌ها و شاهراه زندگینامه سپانلو چاپ و منتشر شده‌است.
محمد سپانلو به علت روزمزد بودن و درآمد کم رادیو را ترک کرد و به گروه صنعتی بهشهر پیوست و در آنجا مسئول تبلیغات گروه صنعتی بهشهر شد و ۹ سال در آن شغل ماند.

## حوزه فعالیت
محمدعلی سپانلو شاعر، منتقد ادبی، و مترجم بود. وی بیش از شصت جلد کتاب در زمینه‌های شعر و داستان و تحقیق، به صورت تألیف یا ترجمه، منتشر کرد. در بیست سال گذشته، او به عنوان یکی از چند نمایندهٔ معدود ادبیات معاصر فارسی در بسیاری از گردهمایی‌های بین‌المللی در اروپا و آمریکا شرکت کرده و گفته می‌شود که سهمِ بزرگی در معرفی ادبیات ایران به جهانیان دارد. بسیاری از آثار او تا به حال به زبان‌های انگلیسی، آلمانی، فرانسه، هلندی، عربی، و سوئدی ترجمه شده‌است. کتاب نویسندگان پیشرو ایران که گلچینی از آثار داستانی نویسندگان قرن بیستم ایران، به همراه بررسی آنهاست، جزوِ منابعِ درسی در بسیاری از دانشگاه‌های ایران است و تابه‌حال فروش بسیار بالایی داشته‌است.
ضمناً سپانلو از معدود شاعران و نویسندگان ایرانی است که در دنیای ادبیات غرب نیز شناخته شده، و توانسته‌است نشان شوالیه نخل (لژیون دونور) آکادمی فرانسه، و جایزهٔ ماکس ژاکوب را دریافت کند.

## شاعر تهران
ازآن جا که تهران از اصلی‌ترین عنصرهای شعر محمدعلی سپانلو بود؛ یکی از لقب‌های وی در فضای مجازی «شاعر تهران» است.
او در بسیاری از شعرهایش کم‌وبیش به تهران اشاره‌هایی دارد، اما در سه مجموعهٔ «خانم زمان»، «هیکل تاریک» و «قایق‌سواری در تهران» زادگاهش را به عنوان محور اصلی شعر و در حد یک اسطوره مطرح می‌کند.
وی در مورد تهرانی بودن خود و علاقهٔ وافرش به این شهر می‌گوید: «من پنج نسلم تهرانی بوده‌است. زمانی تهران در اذهان منفور شده بود و بعضی می‌گفتند در تهران اجحاف و دروغ وجود دارد؛ انگار که شهر خودشان سمبل صداقت بوده‌است.
من پاسخ می‌دادم که صداقت و بی‌صداقتی در همهٔ شهرها هست، اما در تهران برای شما امنیت وجود دارد؛ چون در هیچ شهری نمی‌توانید به اهالی آن بد بگویید، اما در مورد تهران هرچه که بگویید، کسی کاری با شما ندارد».

## بازیگری

سپانلو در صحنه‌ای از فیلم آرامش در حضور دیگران

سپانلو در چهار فیلم سینمایی که توسط فیلمسازان بنام ساخته شده اند، بازی کرده و لذا میتوان او را بازیگر نامید. وی دو بار در نقش اصلی و‌محوری فیلم بازی کرده : سال ۱۳۸۰ در فیلمی به نام رخساره به کارگردانی امیر قویدل به ایفای نقش اصلی مرد پرداخت و با میترا حجار همبازی شد. پیش از آن وی همچنین در فیلم‌ شناسایی (۱۳۶۶) به کارگردانی محمدرضا اعلامی،نیز در نقش اصلی بازی کرد. وی در دو‌فیلم مهم  ستارخان (۱۳۵۱) به کارگردانی علی حاتمی و آرامش در حضور دیگران (۱۳۵۱) با کارگردانی ناصر تقوایی نیز به ایفای نقش مکمل پرداخته بود.
سپانلو دربارهٔ بازی در فیلم آرامش در حضور دیگران چنین می‌گوید:
«من تقوایی را به نام می‌شناختم، روزهایی که او داستان می‌نوشت و در مجله آرش منتشر می‌شد. روزی او را در منزل سیروس طاهباز دیدم و این اولین آشنایی من با او بود. بعد در هتل مرمر یک بار دیگر تقوایی را دیدم، از من پرسید که فیلم بازی می‌کنی؟ من نمی‌دانستم که او فیلم‌ساز هم هست. گفت که همه برای من مجانی بازی می‌کنند چون پولی ندارم و به جایی هم وابسته نیستم. قرار شد که من در این فیلم بازی کنم. غلامحسین ساعدی فیلم‌نامه را داد و سیروس طاهباز هم‌خانه‌اش را، هر دو هم بدون دریافت پول و این‌طور بود که آرامش در حضور دیگران ساخته شد.»

## خبرنگاری ومصاحبهباآگاتا کریستی
محمد علی سپانلو شاعری برج عاج‌نشین نبود و تنها در عالم شعر و تخیل قدم نمی‌زد و با روزنامه‌نگاری و سیاست با واقعیت‌ها هم سر و کار داشت. آن‌گونه که علی دهباشی سردبیر مجلهٔ بخارا چند سال قبل در «شب آگاتا کریستی» گفت او (آگاتا کریستی) به خاطر علایق باستان‌شناسی همسرش بارها (۶ مرتبه) به ایران سفر کرده بود و محمد علی سپانلو هم در سال ۱۳۴۵ از این فرصت استفاده و با او گفت‌وگو کرد و آگاتا کریستی وقتی پذیرفت که دانست طرف مصاحبهٔ او جدای روزنامه‌نگاری، نویسنده، شاعر و حقوق‌دانی صاحب‌نام است و بعدها نیز از این گفت و گو با خاطرهٔ خوش نقل می‌کرد.

## فیلمِ مستندی دربارهٔ سپانلو
آرش سنجابی فیلم مستند ۹۰ دقیقه‌ای تحت عنوان نام تمام مردگان یحیی است، دربارهٔ سپانلو ساخته‌است. در این فیلم چهره‌هایی مانند مسعود کیمیایی، آیدین آغداشلو، شمس لنگرودی، حافظ موسوی، علی باباچاهی، جواد مجابی، ناصر تقوایی دربارهٔ زندگی و آثار سپانلو نظرشان را بیان می‌کنند.

## ماجرای اتوبوس ارمنستان
سپانلو یکی از مسافران اتوبوسی بود که در تابستان ۱۳۷۵، دستگاه اطلاعاتی ایران قصد داشت به منظور قتل تعداد زیادی از چهره‌های فرهنگی کشور آن را در مسیر ارمنستان به ته دره بفرستد.

## کنفرانس برلین

از راست: علی افشاری، محمدعلی سپانلو، محمود دولت‌آبادی و جمیله کدیور در جلسه دادگاه کنفرانس برلین

در پائیز سال ۱۳۷۸ از حدود ۱۷ تن از فعالان سیاسی، روشنفکران و نویسندگان ایرانی دعوت شد تا در ماه آوریل آینده (فروردین ۱۳۷۹) در کنفرانسی با عنوان «ایران پس از انتخابات عمومی» در شهر برلین آلمان شرکت کنند. میزبانان این برنامه بنیاد هانریش بل و حزب سبزهای آلمان بودند.
سپانلو به همراه محمود دولت‌آبادی و منیرو روانی‌پور به برلین می‌رود. نوبت سخنرانی سپانلو بعدازظهر روز دوم کنفرانس بود که به علت اعتراض و مخالفت برخی از گروه‌های سیاسی خارج از کشور، برنامهٔ شعر و داستان‌خوانی لغو و تنها به پرسش و پاسخ اکتفا شد.

پس از پخش تلویزیونی صحنه‌هایی از این کنفرانس در سیمای جمهوری اسلامی و جنجال و اعتراض متعاقب آن توسط محافظه‌کاران در داخل کشور، احضاریه‌ای برای سپانلو جهت حضور در دادگاه ارسال می‌شود. سپانلو پس از بازگشت به کشور به دادگاه مراجعه می‌نماید و پس از چندین جلسه دادگاه و بعد از حدود دو ماه حکم تبرئه وی، دولت‌آبادی، روانی‌پور و جمیله کدیور صادر می‌شود.

## زندگی شخصی
سپانلو، پس از اتمام دانشگاه و دوران نظام وظیفه، در ۱ مهر ۱۳۴۴ با پرتو نوری‌علا، شاعر و نویسنده جوان ازدواج کرد. اولین فرزندشان سندباد در ۲۵ بهمن ۱۳۴۵ به دنیا آمد و شهرزاد سپانلو خواننده موسیقی پاپ فرزند دومشان متولد ۱۲ تیر ۱۳۵۱ است. پرتو نوری‌علاء در سال ۱۳۶۴ برای همیشه از سپانلو جدا شد و با فرزندانش به آمریکا رفت. سپانلو در کتاب بن‌بست‌ها و شاهراه که زندگینامه‌اش است و در سال ۱۳۹۰ در سوئد چاپ و منتشر شده، در خصوص این جدایی چنین گفته: 
«ازدواج‌های همه ما در سال‌های بعد از انقلاب از هم پاشید، چون مردها خانه‌نشین شدند… و این به خاطر مسائلی است که در دهه ۱۳۶۰ برای خانواده‌ها رخ داد و منجر به جدایی بسیاری شد. چون قبل از آن همه سر کار بودند و بیرون مشغول فعالیت اما وقتی مرد خانه‌نشین شد اعتبار خیلی چیزها را از دست می‌دهد و اختلاف‌ها رو می‌آید.»

### درگذشت
سپانلو چند سالی از سرطان ریه رنج می‌برد. وی از روز سه‌شنبه ۱۵ اردیبهشت ۱۳۹۴ در پی ناراحتی ریوی و تنفسی در بخش مراقبت‌های ویژه بیمارستان سجاد تهران بستری شد و سرانجام شامگاه دوشنبه ۲۱ اردیبهشت ۱۳۹۴ در سن ۷۴ سالگی بر اثر عارضه ریوی و تنفسی در بیمارستان سجاد تهران درگذشت. و در روز پنج‌شنبه ۲۴ اردیبهشت ۱۳۹۴ در قطعه نام‌آوران بهشت زهرا به خاک سپرده شد.

## نوشته‌ها

### مجموعه اشعار
- ۱۳۴۲ - آه... بیابان
- ۱۳۴۴ - خاک
- ۱۳۴۶ - رگبارها
- ۱۳۴۷ - پیاده‌روها
- ۱۳۵۲ - سندباد غایب
- ۱۳۵۶ - هجوم
- ۱۳۵۷ - نبض وطنم را می‌گیرم
- ۱۳۶۶ - خانم زمان، انتشارات تیراژه
- ۱۳۶۸ - ساعت امید
- ۱۳۷۱ - خیابان‌ها، بیابان‌ها، انتشارات شیوا
- ۱۳۷۷ - فیروزه در غبار، نشر علم
- ۱۳۷۹ - پاییز در بزرگراه
- ۱۳۸۱ - ژالیزیانا
- ۱۳۸۱ - تبعید در وطن، انتشارات ققنوس
- ۱۳۸۸ - قایق‌سواری در تهران انتشارات افق
- ۱۳۹۳ - زمستان بلاتکلیفِ ما- نشر چشمه[۲۵]

### آنتولوژی
- ۱۳۴۹ - بازآفرینی واقعیت: مجموعه ۲۷ قصه از ۲۷ نویسنده معاصر ایران
- ۱۳۹۰ - قصهٔ قدیم - ۱۱۱ قصه از سرچشمه‌های ایران و اسلام، نشر چشمه[۲۶]
- ۱۳۹۳ - هزار و یک شعر؛ سفینه شعر نو قرن بیستم ایران نشر چشمه[۲۷]

### سایر تألیفات
- ۱۳۴۹ - مردان (مجموعه ۵ قصه)

چاپ اول کتاب بازآفرینی واقعیت-انتشارات زمان سال ۱۳۴۹

- سفرهای سندباد - با تصویرگری علی‌اکبر صادقی
- ۱۳۶۲ - نویسندگانِ پیشروِ ایران (تاریخچه رمان، قصه کوتاه، نمایشنامه و نقد ادبی در ایران معاصر)
- سرگذشت کانون نویسندگان ایران
- ۱۳۷۴ - محمدتقی بهار، ملک الشعراء- انتشارات طرح‌نو
- ۱۳۷۶ - شهر شعر ایرج: زندگی و نمونه آثار ایرج میرزا جلال الممالک، نشر علم
- ۱۳۷۷ - چهار شاعرِ آزادی: جستجوی در سرگذشت و آثار عارف، عشقی، بهار، فرخی یزدی چاپ استکهلم
- ۱۳۸۷ -شعر رقصان شمس، انتشارات کاروان
- ۱۳۷۹-تعلق و تماشا منتخبی از مقالات، گزارش‌ها، و یادداشت‌ها دربارهٔ ادب و فرهنگ، نشر قطره
- ۱۳۹۰ - بهترین رودکی همراه با اشعار نویافته نشر چشمه[۲۸]
- ۱۳۹۱ - دیده‌بان خواب‌زده (دیدارهای پراکنده با ادبیات و زندگی) انتشارات نیلوفر

سپانلو نمایشنامه‌ای نیز به نام خانهٔ لیلی نوشته‌است.

### ترجمه
سپانلو شهرتش را بیشتر مدیون مجموعه شعرهایش است، اما به عنوان مترجم نیز برگردانِ چند اثر ادبی را به شرح زیر در کارنامهٔ خود دارد:
- ۱۳۴۰ - عادل‌ها، نوشته آلبر کامو
- ۱۳۶۲ - آن‌ها به اسب‌ها شلیک می‌کنند، نوشتهٔ هوراس مک‌کوی، نشر نو
- مقلدها، نوشته گراهام گرین
- در محاصره، نوشته آلبر کامو - عنوان معروفتر این اثر حکومت نظامی (به فرانسوی: État de siège) است.
- ۱۳۷۲ -شهربندان، نوشته آلبر کامو، انتشارات تیراژه
- افسانه سیزیف، نوشته آلبر کامو با همکاری علی صدوقی
- کودکی یک رئیس، نوشته ژان پل سارتر
- ۱۳۷۲ - گیوم آپولینر در آیینه آثارش، اشعار و زندگینامه گیوم آپولینر نشر چشمه[۳۰]
- ۱۳۸۰ - دهلیز و پلکان، اشعار یانیس ریتسوس، انتشارات ققنوس

## جوایز
- ۱۳۸۲ -شوالیه شعر فرانسه (شوالیه نخل آکادمیک)
- ۱۳۸۳ جایزه شعر ماکس ژاکوب فرانسه